# آب‌انبار معتمد
آب‌انبار معتمد مربوط به دوره قاجار است و در لار، انتهای محله پیرغیب، سه راه شهید باقر پوریان واقع شده و این اثر در تاریخ ۲ آبان ۱۳۸۲ با شمارهٔ ثبت ۱۰۵۰۵ به‌عنوان یکی از آثار ملی ایران به ثبت رسیده است.